# Генеральне консульство України в Любліні
Генеральне консульство України в Любліні (пол. Konsulat Generalny Ukrainy w Lublinie) — дипломатична місія України в Любліні, Польща.
Консульський округ охоплює такі воєводства: Люблінське, Підкарпатське та Підляське.

## Генеральні консули України у Любліні
1. Грицак Іван Юрійович (2003—2007)
2. Горбенко Олег Сергійович (2007—2011)
3. Каневський Владислав Володимирович (2011—2012)
4. Грицак Іван Юрійович (2012—2015)
5. Павлюк Василь Михайлович (2015—2023)
6. Куць Олег Осипович (з 2023)